# Kees Christiaanse
Kees Christiaanse (Amsterdam, 1953) is een Nederlandse architect en stedenbouwkundige, vooral actief in Nederland en Duitsland. Nadat hij bij Rem Koolhaas had gewerkt startte hij twee firma's: KCAP (Kees Christiaanse Architects & Planners) in Rotterdam in 1989 en het bureau Architects and Planners (ASTOC) in Keulen in 1990.
Christiaanse heeft ontwerpen gemaakt voor onder andere:
- 1992: Snackbar Bram Ladage in Rotterdam met het karakteristieke Pepsi-blikje
- 1994: Stedenbouwkundig plan voor de Waterwijk (Amsterdam)
- 1999: Ontwerp voor HafenCity in Hamburg
- 1998-2007: Stedenbouwkundig plan voor de herinrichting van de Müllerpier in Rotterdam
- 2001: Appartementencomplex Veenlust Veendam
- 2005: Gebouw van Rijksdienst voor het Cultureel Erfgoed in Lelystad
- 2007: Stadsbalkon in Groningen
- 2009: The Red Apple in Rotterdam
- 2010: Zalmhaven (complex) in Rotterdam
- Stedenbouwkundig Masterplan voor de Olympische Zomerspelen 2012 in Londen